# Passione
Passione é uma telenovela brasileira produzida e exibida pela TV Globo de 17 de maio de 2010 a 14 de janeiro de 2011, em 209 capítulos. Substituiu Viver a Vida e foi substituída por Insensato Coração, sendo a 74.ª e última "novela das oito" exibida pela emissora, as produções subsequentes seriam nomeadas de "novelas das nove".
Teve autoria de Silvio de Abreu, com colaboração de Daniel Ortiz, Mário Teixeira, Sérgio Marques e Vinícius Vianna, teve direção de Natália Grimberg, Allan Fiterman e André Câmara, com direção geral de Carlos Araújo, Luiz Henrique Rios e Denise Saraceni, sob o núcleo de Denise Saraceni.
Fernanda Montenegro, Tony Ramos, Mariana Ximenes, Reynaldo Gianecchini, Carolina Dieckmmann, Rodrigo Lombardi, Marcello Antony, Aracy Balabanian e Maitê Proença interpretam os papéis principais, numa trama que trata de relações familiares e dos segredos concernentes às mesmas, envolvendo quatro núcleos de personagens situados no Brasil e na Itália após a revelação de que o personagem "Totó", interpretado por Tony Ramos, é o filho até então desaparecido de Bete Gouveia, a matriarca de uma importante família brasileira.
Bete, interpretada por Fernanda Montenegro, é tida pelo autor como "o eixo" de uma história onde todos os personagens se mostram interligados, e o título da telenovela, "Paixão" em italiano, é uma referência a um dos temas abordados: o sentimento desmedido que "Totó" desenvolve por Clara - a primeira vilã interpretada pela atriz Mariana Ximenes - e que eventualmente o leva à ruína.
Dividida em duas fases distintas, a trama teve, em seus primeiros capítulos, críticas consideravelmente favoravéis, mas registrou índices apenas satisfatórios de audiência. A partir do capítulo 127, com o assassinato do personagem Saulo Gouveia, Passione passou a ter caráter majoritariamente policial, com um foco investigativo e o uso do recurso narrativo "quem matou?", já utilizado pelo autor em obras anteriores, como A Próxima Vítima e Belíssima. A morte de personagens passou a ser uma ocorrência constante, atingindo inclusive os protagonistas da história - ensejando críticas mais negativas ao mesmo tempo que recebia índices consideravelmente superiores de audiência. Desta forma, foi igualmente citada como "Pior" e "Melhor Telenovela de 2010" e, embora tenha alcançado uma audiência média de 35,1 pontos em sua exibição, tornando-se a telenovela com a pior audiência média do horário até aquele momento, apresentou em sua última semana, em oposição, resultados satisfatórios acima dos 50 pontos, os maiores para uma telenovela exibida na década de 2010.
Em 2020, foi eleita pelo jornal espanhol 20 minutos como a 6ª melhor telenovela brasileira de todos os tempos.
Em um compilado das 60 melhores novelas produzidas pela TV Globo ao longo de sua história, divulgado em virtude de seu sexagésimo aniversário, Passione ficou na 22ª posição.

## Enredo
| “ | Tudo acontece porque aos 75 anos ela, Bete Gouveia, descobre que seu filho ainda está vivo. E essa descoberta modifica a vida de todos os personagens, que de uma maneira ou de outra, estão ligados a essa história. Apesar dos vários núcleos e personagens, a novela conta uma única história. Não é uma novela de tramas paralelas. As tramas são todas convergentes. Este é o grande diferencial entre Passione e as outras novelas. Tudo é interligado. | ” |

Ao morrer, o personagem Eugênio Gouveia revela à sua esposa o segredo que dá origem à trama

Cerca de 55 anos antes do início da trama,  a personagem Bete, grávida de outro homem, teria conhecido e se casado com Eugênio Gouveia, que, inicialmente, se comprometeu em assumir a criança.
Durante toda sua vida, Bete acreditou que seu filho não tinha resistido ao parto e morrera, mas, no primeiro capítulo, Eugênio, à beira da morte, lhe revela que, por não suportar a ideia de criar o filho de outro, teria forjado a morte da criança. Essa criança teria sido adotada por um casal de italianos e crescido na Itália, com o nome de "Antonio Mattoli". Antonio, mais conhecido como Totó, mora na região da Toscana com sua irmã mais velha Gemma e seus quatro filhos: Adamo, Agostina, Agnello e Alfredo.
Após a revelação, Eugênio revela que dispôs de metade da sua fortuna, deixando-a para o filho bastardo de sua esposa. Clara - uma jovem extremamente ambiciosa que até então fingia ser uma enfermeira para trabalhar próxima a Eugênio - ouve a conversa e junto a Fred, seu amante e comparsa, começa a arquitetar um meio de se apoderar da fortuna da família. Enquanto Bete começa uma investigação para encontrar seu filho e passar a Metalúrgica Gouveia para seu nome, seguindo as instruções deixadas por seu marido morto em seu testamento, Clara e Fred roubam joias de Bete e incriminam Olga, a governanta da mansão.
Com Olga presa, os dois viajam para a Itália, objetivando aplicar um grande golpe em Totó. Clara seduz o italiano, que, solitário desde a morte de sua mulher, não resiste aos encantos da aparentemente boa moça, e se apaixona perdidamente por ela. Clara e Fred usam esse sentimento para que Totó assine uma procuração, fazendo com que Fred retorne ao Brasil representando Totó e tomando o controle de ações na metalúrgica Gouveia
Agnello e Agostina acompanham Fred ao Brasil e, uma vez no país, Agnello chama a atenção de Stela, que, até então, se envolvia apenas casualmente com os homens que conhecia - por Agnello, entretanto, fica enlouquecidamente apaixonada e tem sucessivos encontros, sem estabelecer nenhum compromisso. Numa noite, ele conhece Lorena, e, sem saber que ela seria a filha de Stela, encerra o relacionamento com a mãe, em meio a protestos, para se envolver com a filha. Quando Lorena apresenta o namorado à família, deixa, sem saber, ambos consternados com a situação - e faz com que Stela se posicione contra o relacionamento, buscando seu término.
Clara é abandonada por Fred, após ele se aliar a Saulo para tirar de Bete a presidência da metalúrgica. Ela, com a ajuda de Matilde, volta a se prostituir, como fazia na adolescência, e é num desses programas que se vê envolvida com Danilo. Prometendo vingança contra Fred, volta a Itália, pagando a passagem com dinheiro da prostituição e lá passa a se vestir e ter hábitos cotidianos como a esposa morta de Totó, que se vê ainda mais encantada por ela.
Na trama há destaque para um segundo triângulo amoroso, composto por Diana, Mauro e Gerson. Diana, uma estudante de pós-graduação em jornalismo, se envolve inicialmente com Mauro, mas é com seu melhor amigo, Gerson, com quem acaba se casando. O triângulo torna-se um "quadrado" após a personagem Melina, irmã de Gerson, revelar-se apaixonada por Mauro.

### O segredo de Gerson

O personagem Gerson, durante uma consulta com o psicoterapeuta Flávio Gikovate.

O segredo de Gerson não foi revelado durante os anúncios da TV Globo, mas algumas matérias publicadas no ocasião do lançamento de Passione informavam que o personagem seria homossexual. Durante a festa de lançamento da telenovela, o ator Marcello Antony, intérprete de Gerson, negou que o personagem seria homossexual e disse que a imprensa estaria inventando isso, chegando inclusive a xingar os repórteres responsáveis. Silvio de Abreu, entretanto, teria dito que essa característica do personagem já estava prevista no enredo, e que o ator deveria ter tomado conhecimento do fato antes de aceitar interpretá-lo.
Posteriormente, fora noticiado que o personagem seria não um homossexual, mas um pedófilo e, que Diana descobriria isso durante a lua de mel. Durante essa lua de mel, Gerson chegou a abandonar a esposa sozinha no quarto de hotel onde estavam hospedados para acessar a Internet, e passou a mão nos cabelos de uma menina de forma considerada "suspeita", durante um passeio pela praia. Quanto às suspeitas, Silvio de Abreu declarou que Gerson "tem um segredo ligado ao computador, mas não é pedófilo, nem gay, nem estéril", o que, na visão do jornalista Daniel Castro, contribuiu para ampliar a especulação em cima do personagem, numa estratégia para gerar uma maior repercussão para a trama.
No capítulo exibido em 29 de novembro de 2010, foi revelado que o segredo de Gerson era sentir prazer em ver todo tipo de pessoa fazendo "sexo sujo" e sexo em lugares fétidos, foi noticiado que foram frustradas as expectativas do público e que a revelação não alavancou a audiência da novela.

### Segredos familiares

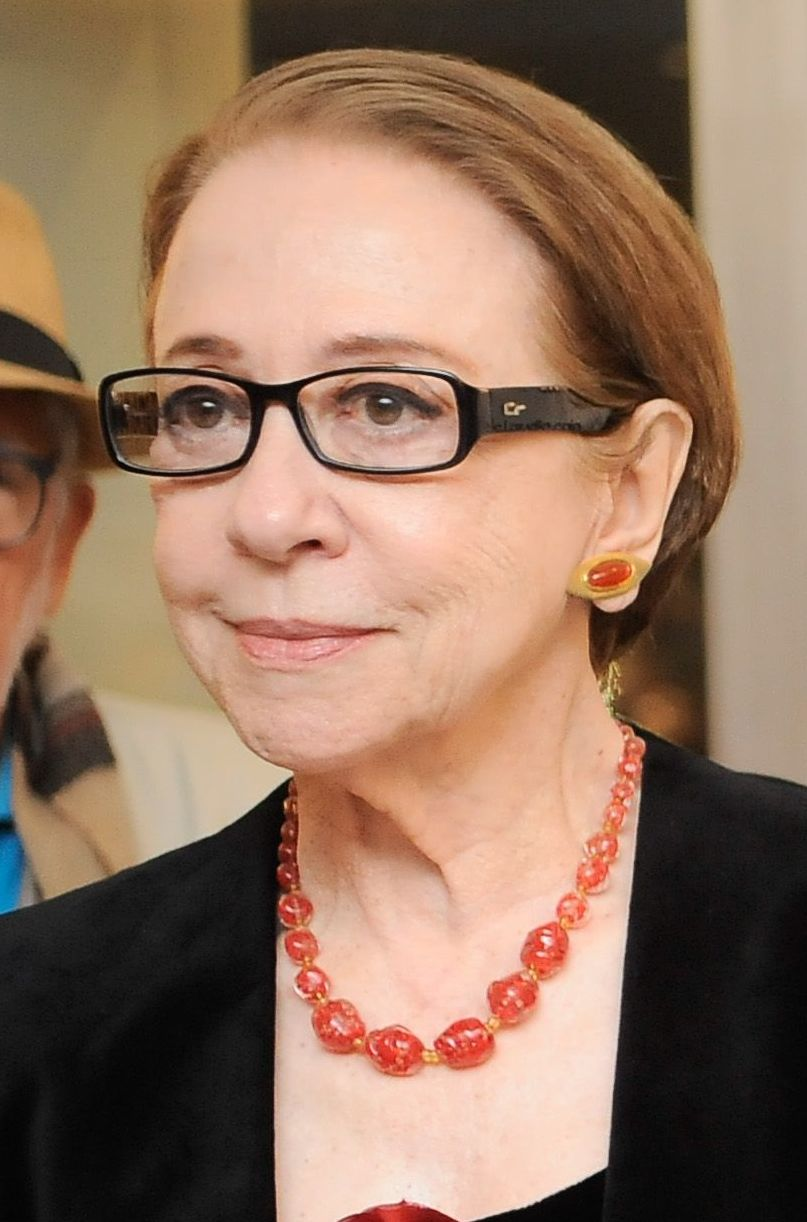
A atriz Fernanda Montenegro interpreta Bete Gouveia, personagem tida como "o eixo da história".

A presença de segredos familiares é uma constante na trama. Além de Gerson, os personagens Fred, Clara, Berilo, Stela e Felícia também apresentam segredos que são desenvolvidos a partir da primeira fase da trama. Os dois primeiros usam o segredo que compartilham para justificar suas ações, enquanto Berilo esconde ser bígamo e Stela, uma vasta série de casos extraconjugais.
O segredo de Fred é revelado após ele conseguir tomar o controle da metalúrgica: seu pai havia sido funcionário da empresa anos antes, e teria se matado após ser demitido por processar a Metalúrgica Gouveia pela amputação de uma mão, o que teria motivado sua vingança.
A irmã de Fred, Felícia, compartilha com ele e com Candê, a mãe dos dois, um outro segredo: ser a mãe de Fátima, que foi criada como sua "irmã". Adolescente, Felícia engravidou do seu namorado à época e, incapaz de criar a criança, pediu à sua mãe que assumisse, como sua filha, a neta. A identidade do namorado não é revelada inicialmente, sendo levado ao conhecimento do público apenas que ele seria ligado à Metalúrgica Gouveia, onde já trabalhou o personagem "seu Fortunato" - que sabe a identidade do pai de Fátima, mas promete a Felícia que não irá revelar nada - posteriormente, entretanto, descobre-se que é Gerson o pai de Fátima - o que a torna prima de seu próprio namorado, Sinval.

### Assassinatos
Prevista inicialmente para o centésimo capítulo estava a ocorrência do assassinato de um dos personagens, inserindo uma trama policial no enredo, um tema recorrente do autor. A personagem Diana, vista pelo jornalista Flávio Ricco como "um papel mal composto e mal desenvolvido" e a pior interpretação da carreira da atriz Carolina Dieckmann, foi apontada como a possível vítima, em razão da pouca repercussão da personagem junto ao público. A morte de Diana, entretanto, era apenas uma das cinco cenas que poderiam ser exibidas.
Para manter o mistério de quem iria morrer, o autor escreveu cinco opções de cenas e todas foram gravadas: em cada uma, um personagem diferente morria. A estratégia para despistar a imprensa foi bastante trabalhosa. O autor teve que escrever não só um capítulo com cinco versões, mas seis capítulos com cinco versões casa, já que, embora as cenas eram parecidas, os diálogos eram diferentes: cada um se referia a um morto. Em uma das versões, Diana Rodrigues (Carolina Dieckmann) é assassinada. A jornalista leva um tiro no peito ao chegar em casa. Fred Lobato Filho (Reynaldo Giannecchini) também era uma possível vítima: em uma das cenas criadas por Silvio, o carro do vilão explode na garagem da Metalúrgica Gouveia. O misterioso Gerson Gouveia (Marcelo Antony) também corria risco. Ele seria enforcado em frente ao seu inseparável computador, antes de o público saber qual a perversão que tanto enojou sua ex-mulher, Diana. Outra que estava em perigo era Melina Gouveia (Mayana Moura). Ela poderia ser encontrada morta pelo jardineiro da família Gouveia, no orquidário, com a jugular cortada. Em 11 de outubro de 2010, durante a exibição do capítulo 127, a verdadeira vítima foi revelada: Saulo Gouveia (Werner Schünemann), morto a facadas no interior de um motel. Laura Melo Peixoto (Adriana Prado) revela que era amante de Saulo e outro mistério é levantado: a natureza do relacionamento entre Laura e Arturzinho Peixoto (Júlio Andrade), que passam a demonstrar serem muito íntimos e temerem a investigação da polícia.
Bete e Brígida recebem uma carta dizendo que Eugênio tinha sido assassinado e isto é confirmado numa autópsia pedida pela viúva e por Gerson. Já no capítulo 145, o personagem Noronha é morto acidentalmente com um tiro, pois procurava o dossiê que Mauro tinha contra ele e Saulo. No Capítulo 169, a personagem Myrna morre com uma queda drástica do poço do elevador. O assassino é Fred, pois ela descobriu que ele está por tras de Otabol, a empresa que comprou as ações de Bete, Totó e Gerson.
Antes do fim da trama ocorre a morte da personagem Diana no parto prematuro de sua filha Vítória, vitimada por uma eclampsia em razão de sua pressão alta. Quando os médicos lhe informam de que talvez não fosse possível salvar ambas, a jornalista pede que a equipe médica priorize a criança, uma vez que o sonho de Mauro era seu pai. Ele, após a morte de Diana, diz odiar Melina, pelo tratamento que ela dispensara a Diana. Acontece ainda a "morte" do personagem Totó: Clara, que previamente havia forjado um testamento onde Totó lhe colocava como a única herdeira de seus bens, planejou com Diogo reunir toda a família do italiano em um jantar, quando apareceria um ladrão - Diogo disfarçado - e este mataria Totó. Só que ao plano dá errado, e quem acaba disparando contra Totó é Clara, que jura que os disparos haviam sido acidentais.

### Otabol
Fred, através de desvios de dinheiro, consegue ser o presidente da empresa e espera um pouco para iniciar seu plano de tomar tudo de vez. Saulo descobre e o chantageia - na mesma noite, Saulo morre num motel com facadas na barriga. Após Fred manifestar sua vontade de mudar o nome da Metalúrgica Gouveia para "Metalúrgica Lobato", Bete passa a cobrar uma dívida milionária de Fred, decorrente de um empréstimo tomado pelos acionistas da empresa. Com isso, ele chantageia Clara e passa a fazer um inferno na vida dela, para que ela convença Bete a desistir de cobrar a dívida. Com muito custo e se fingindo de arrependida, ela "convence" Bete, que, claro, nunca acreditou em Clara, que a cada dia comete mais maldades com seu amante e se revela um monstro.
Assim, Bete vai até a empresa e entrega a ele a prova de todos os crimes que ele cometeu na empresa, que ela recebeu da Suíça, que autorizou a quebra do sigilo bancário dele. Bete diz que ele perdeu a metalúrgica e será preso, por comprar a Gouveia com dinheiro desviado de uma empresa fantasma, a Otabol. Com isso Fred fica sem saída e pode ser preso a qualquer momento. Acuado, o vilão planeja uma fuga e, através de meios ilícitos, consegue um falso passaporte para viajar sem ser percebido. Entretanto, o plano dá errado e na fronteira a polícia identifica a sua verdadeira identidade, fazendo com que Fred tome uma atitude impulsiva e fuja da polícia, sendo perseguido. Fred é preso, mas, com a ajuda de Clara, obtem um habeas corpus que o permite responder o processo em liberdade.

### Fim da trama
Após ajudar Fred a obter o direito a responder ao processo em liberdade, Clara vai até a casa de Bete, onde é surpreendida com a presença de Gemma, Agnello, Adamo, Agostina, Alfredo e Diogo, que se revela um investigador de polícia. Mas a maior surpresa para Clara é a presença de Totó, que aparece vivo, revelando uma armação feita entre todos os presentes: Diogo estava investigando Clara como suspeita da morte de Eugênio, e ele e Totó executaram um plano: Diogo fingiu gostar de Clara e passou a ser seu amante para que ela lhe contasse porque queria matar Totó. Diogo descobriu e contou para Totó o plano da vilã e eles se uniram para desmascará-la. As balas que atingiram Totó eram, na verdade, de festim, e tanto a perícia quando o velório foram forjados.
Clara é então presa e colocada na mesma cela que sua avó.
Diogo também era responsável por comandar a operação policial que encontrou, no interior do apartamento de Fred, a faca que matou Saulo. Clara foge da prisão, deixando a avó para trás e baleando outra presa, que havia fugido com ela. Pega, então, todos os seus pertences na casa de Totó e parte com o carro dele, mas, quando está fugindo em alta velocidade, passa por um bloqueio policial. O penúltimo capítulo encerra com o carro que ela dirigia capotando em uma ribanceira e explodindo.
No último capítulo, Fred é condenado pelo assassinato de Saulo, apesar de se jurar inocente. Em uma das últimas cenas, Valentina lembra-se de quando apresentou Clara, então uma criança, a Saulo, dizendo-lhe "sua netinha" iria fazer "tudo que o titio" mandasse. Após ser preso, Fred recebe um cartão postal remetido de uma ilha no Pacífico, enviado por Clara - que, assinando como "anta" - o xingamento que Clara utilizava -, pergunta se ele havia gostado do presente que ela havia deixado atrás da geladeira, no apartamento. Nesse momento, é revelado que Clara estava viva, trabalhando como enfermeira de um milionário. Uma série de flashbacks desvenda os mistérios da trama: Clara havia sequestrado Ednéa, uma das funcionárias da cantina italiana, e a deixou dentro do carro pouco antes do capotamento. Saulo envenenou Eugênio para tentar ficar no comando da Metalúrgica e enviou as cartas suspeitas a Bete e Brígida, e Clara foi quem assassinou Saulo no capítulo 127, vingando-se dos abusos sexuais que teria sofrido quando criança. Passione termina com Clara com o milionário do qual cuida, e depois olhando para a câmera com um sorriso.

## Elenco
| Intérprete                 | Personagem                                                   |
| -------------------------- | ------------------------------------------------------------ |
| Tony Ramos                 | Antonio Mattoli (Totó)                                       |
| Mariana Ximenes            | Clara Miranda Medeiros Mattoli                               |
| Fernanda Montenegro        | Elizabete Monteiro Gouveia (Bete)                            |
| Reynaldo Gianecchini       | Frederico Lobato Filho (Fred)                                |
| Aracy Balabanian           | Gemma Mattoli                                                |
| Marcello Antony            | Gerson Gouveia                                               |
| Carolina Dieckmmann        | Diana Rodrigues                                              |
| Daniel de Oliveira         | Agnello Mattoli                                              |
| Cauã Reymond               | Danilo Gouveia                                               |
| Maitê Proença              | Stela Duarte Gouveia                                         |
| Rodrigo Lombardi           | Mauro Santarém                                               |
| Elias Gleizer              | Diógenes Santarém                                            |
| Leandra Leal               | Agostina Mattoli Rondelli                                    |
| Emiliano Queiroz           | Benedeto Melatto                                             |
| Gabriela Duarte            | Jéssica da Silva Rondelli                                    |
| Flávio Migliaccio          | Fortunato da Silva                                           |
| Bruno Gagliasso            | Berilo Rondelli                                              |
| Werner Schünemann          | Saulo Gouveia                                                |
| Bianca Bin                 | Fátima Lobato                                                |
| Marcelo Médici             | Carmelo Melatto (Mimi)                                       |
| Larissa Maciel             | Felícia Lobato                                               |
| Mayana Moura               | Melina Gouveia                                               |
| Daisy Lúcidi               | Valentina Miranda                                            |
| Kayky Brito                | Sinval Gouveia                                               |
| Tammy Di Calafiori         | Lorena Gouveia                                               |
| Germano Pereira            | Adamo Mattolli                                               |
| Miguel Roncato             | Alfredo Mattoli                                              |
| André Luiz Frambach        | Cridinho                                                     |
| Alexandra Richter          | Jaqueline Mourão (Jackie)                                    |
| Júlio Andrade              | Arthur Peixoto (Arthurzinho)                                 |
| Débora Duboc               | Olga Junqueira                                               |
| Simone Gutierrez           | Maria de Lurdes Teixeira de Azevedo Nunes Barreto (Lurdinha) |
| Andréa Bassit              | Guida                                                        |
| Carol Macedo               | Kelly Miranda                                                |
| Kate Lyra                  | Myrna                                                        |
| Gabriel Wainer             | Rafael Martins (Chulepa)                                     |
| Rodrigo dos Santos         | Dagoberto Noronha                                            |
| Giulio Lopes               | Roberto Cavarzere                                            |
| Gabriela Carneiro da Cunha | Cris                                                         |

### Participação especial
| Intérprete      | Personagem                        |
| --------------- | --------------------------------- |
| Mauro Mendonça  | Eugênio Gouveia                   |
| Leonardo Villar | Antero Gouveia / Giovanni Melatto |

### Atrizes convidadas
| Intérprete     | Personagem                              |
| -------------- | --------------------------------------- |
| Cleyde Yáconis | Brígida Neves Gouveia                   |
| Irene Ravache  | Clotilde Iolanda de Souza e Silva (Clô) |
| Vera Holtz     | Maria Candelária Lobato (Candê)         |

### Ator convidado
| Intérprete      | Personagem                   |
| --------------- | ---------------------------- |
| Francisco Cuoco | Olavo da Silva (Rei do Lixo) |

## Produção
As filmagens tiveram início em 18 de janeiro de 2010, e os primeiros capítulos da telenovela foram parcialmente gravados na Itália a partir de março de 2010. Por 25 dias, a equipe de produção e oito membros do elenco gravaram cenas em mais de 50 locações diferentes, incluindo algumas cuja exibição estava prevista apenas para muito além da semana de estreia, com duas ocasiões consideradas bastante avançadas na oportunidade: o centésimo capítulo, aonde ocorreria uma reviravolta na trama, e o próprio final de Passione. Os 42 capítulos iniciais da telenovela já tinham seu roteiro escrito quando a produção viajou ao país, mas chegaram a ser gravadas cenas que seriam exibidas além dessa previsão. A cidade cenográfica montada para a telenovela passou a ser utilizada em filmagens a partir de 19 de abril de 2010. Trechos de cenas envolvendo os atores Tony Ramos e Fernanda Montenegro chegaram a ser gravados antecipadamente na Itália, com suas gravações finalizadas apenas em junho de 2010, na cidade cenográfica montada no Projac.
Dividida em duas fases distintas, a trama teve, em seus primeiros capítulos, críticas consideravelmente favoráveis, mas registrou índices apenas satisfatórios de audiência. A partir do capítulo 127, com o assassinato do personagem Saulo Gouveia, Passione passou a ter caráter majoritariamente policial, com um foco investigativo e o uso do recurso narrativo "quem matou?", já utilizado pelo autor em obras anteriores, como A Próxima Vítima e Belíssima. A morte de personagens passou a ser uma ocorrência constante, atingindo inclusive os protagonistas da história - ensejando críticas mais negativas ao mesmo tempo que recebia índices consideravelmente superiores de audiência. Desta forma, foi igualmente citada como "Pior" e "Melhor Telenovela de 2010", e, embora tenha alcançado uma audiência média de 35,13 pontos em sua exibição, apresentou em sua última semana, em oposição, resultados acima dos 50 pontos.

### Escolha do elenco
O personagem "Totó", interpretado por Tony Ramos, foi o primeiro desenvolvido pelo autor e, consequentemente, o primeiro ator a ser escolhido, logo após a conclusão das filmagens da telenovela Belíssima. Inspirado pelo canção "Malafemmena", Silvio de Abreu compôs o personagem, um senhor que se apaixona por uma mulher desonesta, e, a partir dele, criou os núcleos e os personagens nos dois países que compõem a trama: Itália e Brasil.

### Cenário

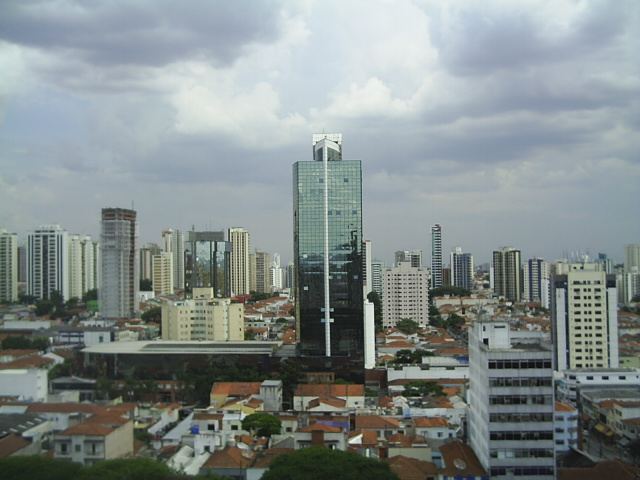
O bairro do Tatuapé, na cidade de São Paulo, é um dos principais cenários da trama.

Na cidade de São Paulo, o Autódromo de Interlagos, a CEAGESP, e os bairros de Jardim América, Tatuapé e Vila Maria servem de cenário para os personagens. Teresina, capital do Piauí, foi a locação escolhida para a fábrica de bicicletas Houston, para onde o ator Rodrigo Lombardi viajou para gravar suas cenas.
A equipe de cenografia é capitaneada por May Martins, Fernando Schmidt e João Cardoso Filho e uma cidade cenográfica foi construída para a telenovela para a gravação tanto das cenas na região da Toscana quanto das cenas em São Paulo. Para reproduzir o cenário italiano, uma equipe formada por quinze profissionais registrou cerca de 6 mil fotos, durante três viagens ao país. O cenário principal da cidade cenográfica, entretanto, é uma reconstituição do bairro do Tatuapé, localizado originalmente na zona Leste da cidade de São Paulo.

### Vinheta de abertura
Produzida pela empresa Ciranda Filmes, a vinheta de abertura da telenovela conta com imagens de obras do artista plástico Vik Muniz e foi filmada por Hans Donner. Muniz foi convidado pessoalmente pela diretora Denise Saraceni, e inspirou-se nos temas da telenovela, em especial na reciclagem de lixo, para compor uma única estrutura bastante detalhada, cujas nuances seriam lentamente reveladas durante a sequência de abertura, até, no final, revelar sua forma completa: um casal se beijando. Para compor essa imagem fora realizado um ensaio fotográfico com a atriz Cristiane Machado, que serviria de referência a Muniz. Os girassóis presentes na vinheta são uma referência à região da Toscana, um dos cenários da produção. Em entrevista ao site G1, Muniz revelou ter utilizado cerca de 4 toneladas de material reciclado para compor a imagem do casal, num processo que durou mais de dois meses e transcorreu no interior de um de seu ateliês, no Brasil.

### Uso do dialeto italiano
O autor Silvio de Abreu escreveu originalmente no dialeto italiano utilizado no Brasil os diálogos do núcleo de italianos que compõem o elenco. Antes das gravações, entretanto, os atores tiveram seus ensaios observados por Cecília Casini, professora de italiano da USP, para que incorporassem em sua interpretação o sotaque e a gesticulação típica da região da Toscana, ao mesmo tempo em que evitavam o uso de palavras cujo sentido fosse muito diferente em português, como o termo "prego", que, em italiano, significaria "de nada".
A caracterização não foi vista de forma positiva por parte da imprensa. Marcelo Marthe, da Revista Veja criticou tanto a errônea pronúncia de mamma quanto o fato do núcleo italiano, apesar de situado na Toscana, refletir os hábitos napolitanos, enquanto a jornalista Patrícia Kogut chegou a declarar que "o sotaque não funciona mesmo. O italiano predomina sobre o português e o que se ouve não é nem carne, nem peixe e sim uma espécie de pilha de clichês sonoros", visão semelhante à de Marcella Huche, do site Laboratório Pop. O público demonstrou rejeitar a predominação do italiano, e as críticas mostraram-se negativas o suficiente para que mais expressões em português passassem a ser utilizadas.

## Exibição

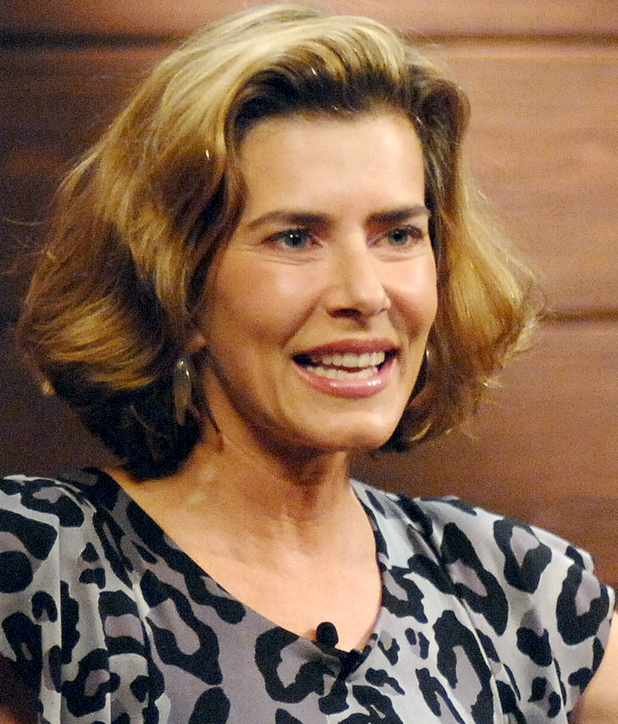
A personagem "Stela", interpretada pela atriz Maitê Proença, causou considerável controvérsia.

Após cerca de trinta capítulos, uma pesquisa envolvendo vários grupos de discussão foi promovida pela emissora, aonde fora confirmado que as tramas eram conduzidas num ritmo considerado muito "alucinado" pelos telespectadores, algo que a produção havia percebido e, a partir do capítulo 24, tratou de corrigir, reduzindo o ritmo de desenvolvimento das tramas, com menos situações transcorrendo ao mesmo tempo. Certos momentos, como o encontro entre as personagens Jéssica e Agostina, interpretadas respectivamente por Gabriela Duarte e Leandra Leal, foram postergados. Além da redução de ritmo, nenhuma outra mudança foi cogitada, com a pesquisa apontando que nenhum personagem havia sido rejeitado pelo público.

### Classificação etária
Com base na sinopse fornecida pela emissora, o Departamento de Justiça, Classificação, Títulos e Qualificação classificou inicialmente Passione como "não recomendada para menores de 12 anos", antes do início de sua exibição. A TV Globo recorreu da decisão, e conseguiu decisão favorável à classificação de "não recomendada para menores de 10 anos", o que permitira com que fosse exibida em qualquer horário, como, por exemplo, parte integrante do Vale a Pena Ver de Novo. As cenas envolvendo a personagem Stela, interpretada por Maitê Proença, entretanto, levantaram controvérsia suficiente para fazer com que o Ministério da Justiça considerasse alterar a classificação.
Inicialmente, cenas consideradas não condizentes com a classificação teriam sido editadas, mas ainda assim teria sido emitida uma advertência formal à emissora, o que fez com que a trama, a partir de 10 de junho de 2010, fosse classificada como "não recomendada para menores de 12 anos".

### Conteúdo transmídia
Quando do lançamento da telenovela, a jornalista Patrícia Kogut, sobre o site da mesma, disse: "Lançado pouco antes da estreia do folhetim, ele impressiona. Não se trata de uma derivação da novela, de um serviço complementar, ou de uma “versão virtual” do que se vê na TV. O site tem vida própria, conteúdo exclusivo". E, dentre esse conteúdo exclusivo destacou as cenas gravadas exclusivamente para serem exibidas na internet e versões estendidas de cenas exibidas na novela, com a inclusão de curtos monólogos em que os personagens refletem sobre a situação presente na cena. O autor Silvio de Abreu chegou a ironizar que o "segredo" do personagem Gerson poderia ser visitar tudo que é disponibilizado no site da telenovela.
A produção da telenovela criou, para alguns personagens, perfis no Twitter e comunidades no Orkut.

### Exibição internacional
Até novembro de 2011, a novela havia sido vendida para 14 países, como Portugal, Suécia, Bolívia, Chile, Uruguai, Peru, Equador, entre outros. A telenovela foi exibida na Argentina, pela emissora Telefe, e em Portugal, pela SIC, mas em ambas as oportunidades não apresentou índices muito significativos de audiência. Na Telefe, especificamente, os resultados foram considerados tão negativos que a emissora preferiu cancelar a exibição da produção e substituí-la pela telenovela colombiana El fantasma de Elena.
Até dezembro de 2021, Passione, já foi exportada e vendida para 91 países, sendo a 8ª telenovela brasileira mais exportada para o exterior. 

## Lançamento, críticas e repercussão

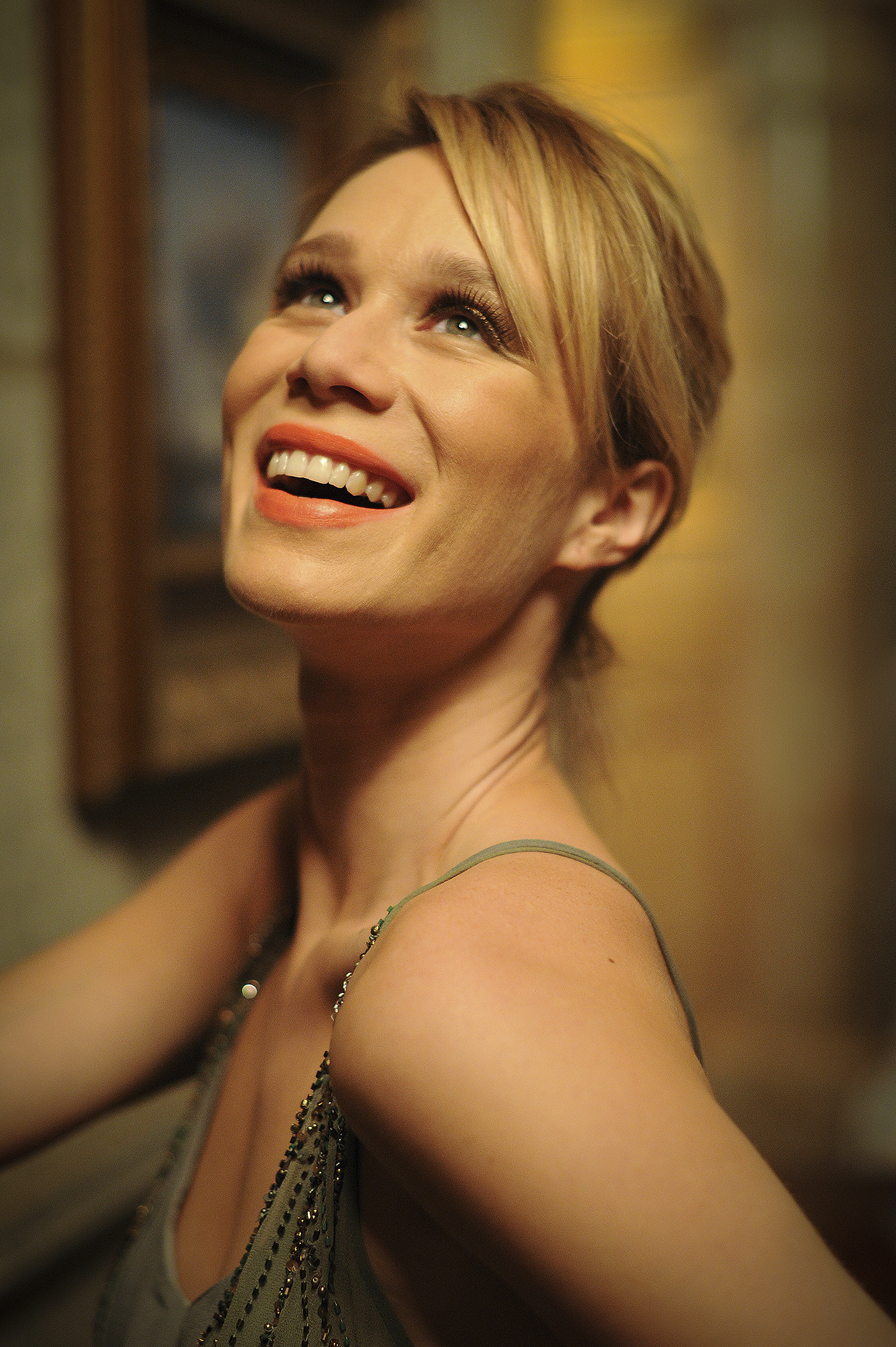
A interpretação de Mariana Ximenes foi bem-recebida pela crítica e recebeu ampla cobertura pela mídia.

Com os baixos índices de audiência de Viver a Vida, a estreia de Passione foi vista com muito entusiasmo, mas seu primeiro capítulo atingiu apenas 36,5 pontos no Ibope.
Ainda que a fraca repercussão de Viver a Vida tenha sido apontada como a responsável pela falta de interesse em Passione, a migração dos telespectadores para canais fechados oferecidos por operadoras de televisão por assinatura foi apontada como o fator que mais contribuiu para a diminuição dos números obtidos pela TV Globo, em especial no horário nobre, em que a telenovela é exibida. Sobre o fenômeno, o jornalista Daniel Castro comentou que "Os 'outros canais', que nos relatórios do Ibope aparecem sob a sigla OCN, vêm crescendo nos últimos anos, mas nunca registraram um aumento de mais de décimos em um só mês. Em maio, no entanto, 'explodiram': juntos, eles cresceram 36%".

### Dos temas abordados
Os temas clássicos introduzidos no primeiro capítulo foram bem recebidos pela mídia. Daniel Castro, ao assisti-lo, declarou que Silvio de Abreu estava resgatando o uso dos elementos básicos de uma telenovela: "mocinhos, vilões, dramas, humor, mentiras, lágrimas, glamour, riqueza, poder, ambição, sexo e até personagens e situações improváveis". Jorge Brasil, redator-chefe da revista "Minha Novela", também viu Passione como um "novelão à moda antiga" com "trama rocambolesca, muitas intrigas, histórias de amor complicadíssimas e boas doses de humor", chegando a declarar, após assistir ao primeiro capítulo, que "a união do texto inteligente e gostoso do novelista [Silvio de Abreu] com a direção ágil e sempre inventiva de Denise [Saraceni] rendeu um capítulo de estreia delicioso, em que a apresentação dos personagens serviu de pano de fundo para a introdução do principal drama da história: da mãe que descobre (...) que seu filho está vivo".
Posteriormente, o mesmo Jorge Brasil acrescentaria, no site da revista Contigo!, que Passione era "um banquete para os olhos e mentes mais exigentes", elogiando especialmente a vinheta de abertura, a interpretação dos atores Tony Ramos, Reynaldo Gianecchini e Mariana Ximenes, e ainda, a química entre os dois últimos na interpretação dos vilões da trama.

### Do elenco
O elenco selecionado também foi bem recebido. A interpretação da atriz Mariana Ximenes, como a ex-prostituta Clara, vilã da trama, chegou a ser citada pela jornalista Fabíola Reipert como a de maior destaque na telenovela, eclipsando inclusive a de sua antagonista Carolina Dieckmann - visão oposta à de Marcella Huche, que, ao analisar o início da telenovela, via Ximenes como "um boneco de cera de belos olhos, estática ao lado da patroa", se comparada à interpretação de Fernanda Montenegro. A interpretação de Reynaldo Gianecchini, intérprete de Fred, outro vilão da trama, também foi alvo de bastante atenção pela mídia. Ainda que tenha classificado a interpretação de Mariana Ximenes como superior, ao analisar os primeiros capítulos de Passione, o crítico José Armando Vanucci demonstrou surpresa com a compentente interpretação do ator, que mostrava "firmeza como o rapaz oportunista que deseja vingar a morte do pai". O jornalista Jorge Brasil chegou a classificar Fred como um "papel extraordinário, cheio de nuances", corroborando o entendimento do autor Silvio de Abreu, e acrescentando que o papel representaria o "maior desafio" da carreira do ator, por ser um personagem complexo, sem maniqueísmos. Em sua visão, embora inicialmente bem desempenhado, teria perdido parte de sua sutileza conforme os planos do personagem foram avançando - e a atuação não correspondia ao que se esperaria. Conforme as críticas negativas se ampliavam, e as comparações com o desempenho de Mariana Ximenes aumentavam, o próprio ator chegou a declarar que seriam "poucas as pessoas que valem a pena respeitar a crítica", e que estaria satisfeito com o próprio trabalho.
Mesmo personagens tidos como "menores" apresentavam grandes performances, com quase todo o elenco, na visão de Patrícia Kogut, sendo "de alto nível". A performance das atrizes Vera Holtz e Daisy Lúdici, que interpretam respectivamente as vizinhas "Candê" e "Valentina", foi particularmente bem recebida pela jornalista, que destacou os trejeitos que cada uma fazia uso para caracterizá-las. As interpretações de Holtz, de Fernanda Montenegro e Aracy Balabanian foram vistas como os maiores destaques de seus respectivos núcleos.

### Da segunda fase
Patrícia Kogut viu de forma negativa as mudanças no personagem Fred, que careciam de um mínimo de realismo ou credibilidade: "Como acreditar que Fred, apresentado nos primeiros capítulos como um tipo inculto que tropeçava no português, tenha se tornado um MacGyver de uma hora para outra? Como acreditar que ele, um 171 de subúrbio, tenha planejado um golpe envolvendo bancos suíços? Como acreditar que ele, que, pelo relato da mãe, teve uma educação péssima, fale agora inglês fluente?". A causa da manifestação foi a falta de coerência na cena em que Fred, planejando assassinar a personagem Myrna, demonstrou conhecimento técnico inédito até então, sendo capaz de desligar o sistema de iluminação da empresa onde trabalhava, desarmar todo o sistema de segurança e sabotar um elevador usando apenas uma chave de fenda.
Não seriam apenas as mudanças em Fred que seriam criticadas: A revelação do segredo de Gerson, a mudança extrema na personalidade de Melina - que, inicialmente, uma doce estilista, "de uma hora para a outra, virou um monstro, quase psicopata" - e a mentira contada ao público, que fora levado a acreditar que a personagem Clara havia deixado de ser uma vilã. "Silvio de Abreu, um mestre das novelas de suspense, vide “A próxima vítima”, só para citar uma, desta vez não tem conseguido convencer. Personagens e tramas se corrompem o tempo todo. O público se sente traído. (...) E isso talvez explique a audiência que nunca deslanchou", concluiu.
A "fase policial" de Passione foi igualmente criticada pelos jornalistas Maurício Stycer, Flávio Ricco e Jorge Luiz Brasil. Em visão oposta, o jornalista Daniel Castro disse que "a bem costurada trama policial" havia sido um dos dois "principais méritos da novela", ao lado do "desafio a algumas regras", o que classificavam Passione como uma novela não-convencional.

## Audiência
A telenovela alcançou uma média de 37 pontos no primeiro capítulo, com picos de 40, segundo dados do Ibope. O primeiro capítulo de sua antecessora, Viver a Vida chegou a 43 pontos. O segundo capítulo marcou 35 pontos e o terceiro marcou média de 33 pontos. O quinto capítulo atingiu a menor audiência em um dia útil, para o horário, num comparativo com os últimos dez anos, 30 pontos.
A audiência mais baixa foi registrada no décimo segundo episódio, exibido originalmente em 29 de maio de 2010, quando marcou 24 pontos, de acordo com dados consolidados do Ibope. Neste mesmo dia, a telenovela Escrito nas Estrelas, exibida como "novela das seis", registrou os mesmos índices. Durante os primeiros 38 capítulos, exibidos entre maio de junho de 2010, foi registrada uma média de 32 pontos no Ibope, muito inferior àquela obtida pelo horário nos anos anteriores, mas visto pelo autor Silvio de Abreu como um "movimento natural" enfrentado por toda a televisão, mas que a telenovela continuava como o programa mais assistido da emissora.
Em 4 de outubro a novela bateu seu recorde de audiência, com a produção atingindo 40 pontos de audiência. As mortes dos personagens Saulo, interpretado por Werner Schünemann, e Diana, interpretada por Carolina Dieckmann, representaram novos recordes de audiência para a telenovela: 42 e 43 pontos no Ibope, respectivamente, superando todas as médias anteriores. Em 27 de dezembro de 2010, uma segunda-feira, com a morte do personagem principal, Totó, o recorde de audiência mais uma vez é superado: desta vez, são 46 pontos no Ibope e 65% de share. Em 4 de janeiro, tal índice se repetiria: a telenovela alcançaria também 46 pontos, mas com uma participação maior em algum momento da exibição do capítulo: 68% dos televisores ligados naquela noite assistiam Passione.
Na semana antecedendo o término da telenovela, a jornalista Cristina Padiglione, responsável pela coluna "Sem Intervalo" do jornal Estado de S. Paulo, escreveu que, num comparativo com os índices de audiência obtidos pelas produções exibidas no mesmo horário anteriormente, Passione possuía a menor média já registrada: até o capítulo 175, registrou-se em média 34,2 pontos na medição do Ibope, com 53,2% de share (termo utilizado para designar a quantidade televisores ligados e sintonizados na emissora, no horário).
Nos últimos capítulos, a telenovela alcançou índices consideravelmente superiores a todos os anteriormente registrados. Em 24 de dezembro de 2010, uma sexta-feira, noite de Natal, a telenovela alcançou 26 pontos de média com 58% de share, números altos para essa data festiva.
Já em 8 de janeiro de 2011, um sábado, dia em que os índices de uma telenovela costumam ser mais baixos, quando a morte de Totó revelou ser uma simulação, e o personagem reaparecia vivo, confrontando sua "assassina", Clara - a audiência foi de 38 pontos de média, atingindo 44 pontos no momento do reaparecimento do personagem. Em 10 de janeiro de 2011, dando sequência ao reaparecimento de Totó, a novela bateu o seu recorde absoluto, com 54 pontos de média, 57 de pico e 74% share, a maior audiência desde o último capítulo de Caminho das Índias, que cravou 55 e a maior média de uma telenovela já registrada na década de 2010, números esses que nem o fenômeno Avenida Brasil alcançou em sua exibição um ano depois, em 2012.
No dia seguinte registrou 51 pontos, com pico de 55 e 69% de share. No último capítulo, exibido em 14 de janeiro de 2011, a novela registrou 52 pontos, com picos de 58 nos minutos finais e a sua maior participação: 75%.
Apesar dos elevados índices registrados nesses capítulos, a telenovela termina com 35,14 de média - audiência pouco inferior à registrada por Viver a Vida. O site da telenovela, onde os capítulos também podiam ser assistidos, entretanto, superou as expectativas: 211 milhões de acessos foram contabilizados durante a exibição da produção, provenientes de aproximadamente 8 milhões de visitantes únicos por mês - número 15% superior ao registrado pelo site de Viver a Vida.

## Avaliação em retrospecto

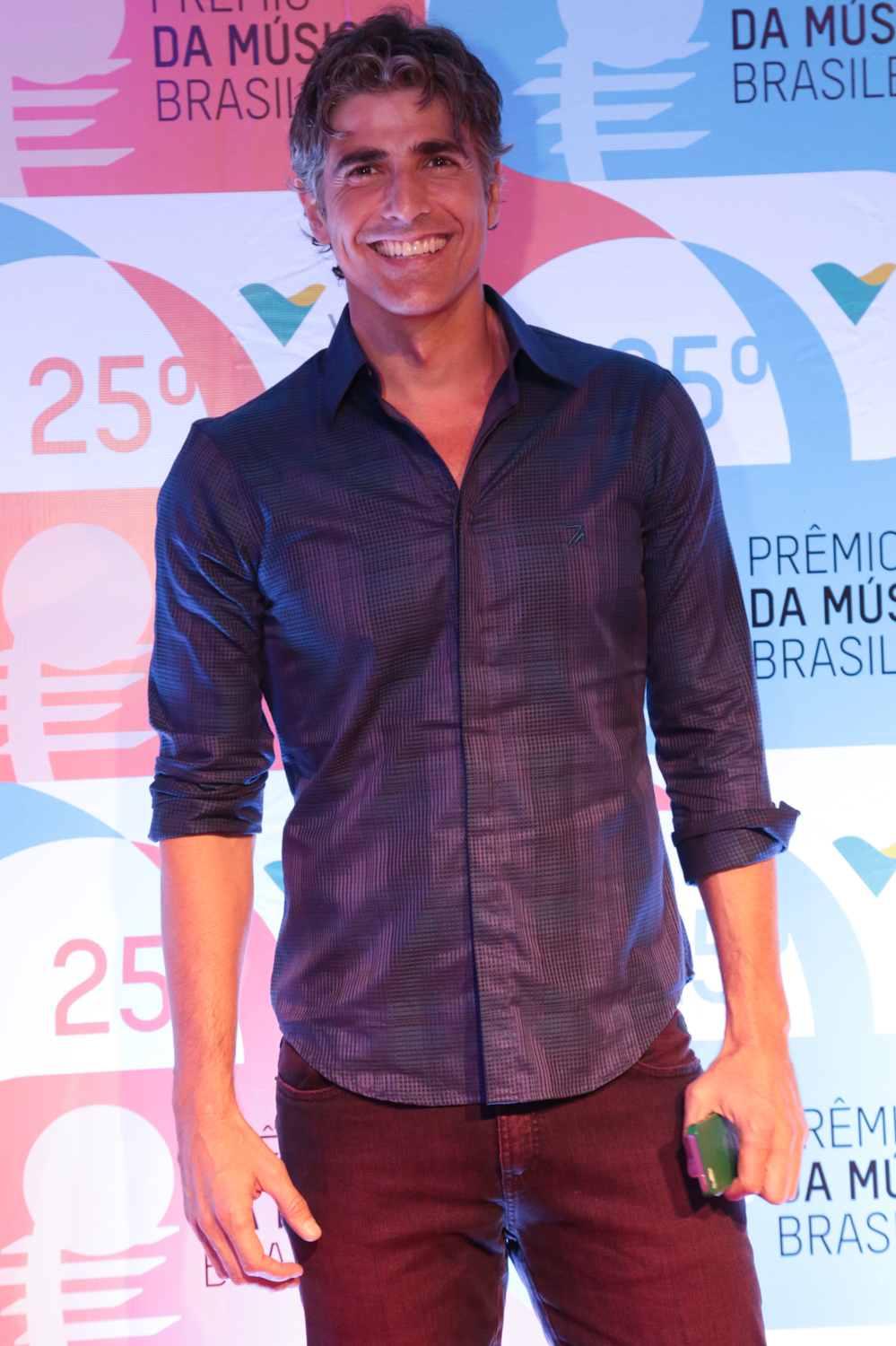
A atuação de Reynaldo Gianecchini como "Fred" foi um dos pontos mais comentadas da produção.

Mauricio Stycer, do site UOL, analisou a telenovela após a exibição de seu último capítulo, comparando-a a antecessora: "Comparada a Viver a Vida, que ocupou a atenção do espectador como um barco numa lagoa, Passione, que a sucedeu, ofereceu as emoções de uma viagem a bordo de um transatlântico em alto mar". A resolução do triângulo amoroso protagonizado por Bruno Gagliasso, Leandra Leal e Gabriela Duarte foi elogiada, assim como os finais dos vilões "Clara" e "Fred". A fase policial decorrente do assassinato de Saulo, que já havia sido criticada pelo autor anteriormente, foi novamente vista de forma negativa, mas foi relativizada a importância do uso do "Quem matou?" para a trama, uma vez que, iniciada o mistério, a telenovela teria passado a obter índices mais satisfatórios de audiência. Mauricio acabou por finalizar dizendo: "Passione, em resumo, foi uma boa companhia nesse tempo todo. Afinal, não é isso o que esperamos de uma novela?".
Daniel Castro, em seu blog para o site R7 publicou uma extensa entrevista com o autor Silvio de Abreu durante a última semana de exibição, e, após a exibição do último capítulo, avaliou a trama. A maior falha de Passione teria sido a heroína Diana, interpretada por Carolina Dieckmann, que havia sido um fracasso, seja em termos de desenvolvimento, seja em aceitação junto ao público. As ações da personagem "Clara" foram vistas como "uma vingança justificável", em razão da revelação de que teria sido abusada sexualmente quando criança pelo personagem Saulo. A ausência do maniqueísmo típico das produções do horário também foi elogiado, assim como a resolução não-convencional dos triângulos amorosos protagonizados pelo bígamo "Berilo" e pela octagenária recém-divorciada "Dona Brígida", sintetizando:
| “ | No balanço geral, Passione teve mais pontos altos do que baixos. Foi, enfim, boa teledramaturgia | ” |

Jorge Luiz Brasil, redator-chefe da revista especializada "Minha Novela", avaliou a telenovela em duas oportunidades, em seus blogs junto ao site da revista Contigo! e ao portal "M de Mulher", ambos da Editora Abril. Enquanto para o último foi publicada apenas uma avaliação do último capítulo, para o primeiro o jornalista avaliou os pontos positivos e negativos da produção. Foram positivamente avaliados os vilões da trama: "Mariana Ximenes foi espetacular da primeira à última cena da novela e dosou as fases de Clara com o mesmo talento. Já Reynaldo Gianecchini ficou passos atrás da colega, mas, mesmo assim, fez de Fred um vilão irresistível! E curti demais Werner Schünemann como o repugnante Saulo". O "time" de atores veteranos foi igualmente elogiado, com destaque para Irene Ravache. Também receberam elogios a interpretação de Gabriela Duarte e Larissa Maciel. Apontando o segredo de Gerson como o ponto mais fraco da produção, o texto também listou como pontos negativos o casal formado por Diana e Mauro, a "burocrática e preguiçosa" interpretação de Carolina Dieckmann, o excessivo sotaque italiano utilizado pelos personagens, a ausência de "consistência" do desenvolvimento do romance entre Agnello e Stela, a pouca importância dos personagens Adamo e Alfredo para a história, assim como a fraca interpretação de Kayky Brito.
Dois outros pontos foram vistos pelo jornalista de forma negativa: a falsa morte do personagem Totó e a suposta transformação da vilã Clara. Acerca destes pontos, disse: "Foi muito malfeita a armação de Totó para desmascarar Clara. Não convenceu toda a família dele fingir sofrimento por sua “morte”, mesmo quando estavam sozinhos. Tudo pessimamente articulado (...) Mariana Ximenes realmente arrasou e até eu quase acreditei que Clara tinha se regenerado, afinal, a moça sofreu muito e em seu quarto falou em voz alta sozinha, várias vezes, o quanto estava arrependida de tudo que fez. Não havia motivo para ela fazer isso se estava fingindo". Em reportagem, a jornalista Vanessa Sulina consultou Claudino Mayer, especialista em teledramaturgia, que disse que o ritmo intenso da trama teria sido um dos pontos negativos. Mayer também mencionou a falsa morte de Totó: "Outro ponto negativo foi a morte do Totó [Tony Ramos]. O autor causou perplexidade no púbico quando revelou que a família do italiano sabia de todo o plano e armou a morte dele. Silvio enganou a todos nós. Ele poderia ter dado indícios disso tudo ao público e feito todo mundo torcer contra a Clara e a favor do Totó. Soubemos da volta de Tony à trama pela imprensa, o autor não nos deu nenhum indício no folhetim".
Também para o site da revista Contigo!, Elisa Oliveira listou o "In" e o "Out" da produção: Como pontos positivos, mencionou a interpretação de Gianecchini e de Daisy Lucidi e os personagens Berilo, Jéssica, Agostina, Dona Brígida e Clô. Como negativos, listou, dentre os personagens, Kelly, Danilo e Diogo.
A revista Veja, por sua vez, viu a telenovela como uma obra menor na carreira de Silvio de Abreu, mas adequada ao horário: "Não foi, portanto, o que se pode chamar de grande novela, dessas que mobilizam o país como o próprio autor já foi capaz de fazer no passado, em A Próxima Vítima, com 11 assassinatos, ou em Torre de Babel. Mas teve o mérito de manter viva uma forma de entretenimento que, dada a concorrência cada vez mais acirrada de gadgets, filmes e a internet, encontra cada vez mais dificuldade para prender espectadores por tantos meses".

## Listas e premiações
Em 3 de janeiro de 2011, o jornalista Jorge Luiz Brasil publicou em seu blog junto à revista Contigo! um texto listando aquelas produções que representariam "o melhor e o pior de 2010". Sobre Passione, declarou:
| “ | (...) nada foi mais decepcionante do que Passione. É até triste acompanhar o declínio de uma trama que começou tão sofisticada, ágil e com uma história vibrante chegar à sua reta final de forma tão melancólica. Brinquei até na redação que Silvio de Abreu deve ter escrito apenas os primeiros capítulos e, depois, largou a novela nas mãos dos colaboradores, porque não vi nada de sua inteligência nessa produção | ” |

Embora Passione tenha sido escolhida, ao lado de Tempos Modernos, a “pior” telenovela de 2010, e Carolina Dieckmann, uma das piores atrizes daquele ano, pela interpretação da personagem "Diana", a maior parte do elenco feminino foi vista de forma positiva.
A atriz Irene Ravache foi eleita pela Associação Paulista de Críticos de Arte a melhor atriz de televisão do ano de 2010. A atriz Gabriela Duarte foi a atriz mais reconhecida da produção, tendo sido eleita a melhor atriz de 2010 tanto pelo "Prêmio Arte Qualidade Brasil" quanto pelos visitantes dos sites iG e UOL e indicada à categoria de "Melhor Atriz Coadjuvante" no Prêmio Extra de Televisão, promovido pelo jornal homônimo. A telenovela, indicada a seis categorias do prêmio, ganhou apenas três: "Melhor Ator Coadjuvante", "Melhor Novela" e "Melhor Figurino. A telenovela receberia ainda o Troféu de Prata no Seoul International Drama Awards, concedido em agosto de 2011, na categoria "Drama Series"

## Problemas de sucessão

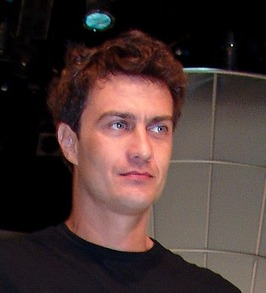
O ator Gabriel Braga Nunes durante o lançamento da telenovela Cidadão Brasileiro, que protagonizou na Rede Record.

Gilberto Braga e Ricardo Linhares estavam escalados para serem os responsáveis pela produção que sucederia Passione desde 2009. A trama, cujo título provisório chegou a ser Lado a Lado, ganhou o título oficial de Insensato Coração. Suas filmagens, previstas para terem início no último quadrimestre de 2010, na cidade de Florianópolis, foram realizadas em setembro, numa iniciativa que visava impedir que as gravações ocorressem no mesmo período em que a quantidade de turistas na cidade aumenta.
Entretanto, o trio de protagonistas inicialmente escalado - Ana Paula Arósio, Fábio Assunção e Eriberto Leão - seria quase que integralmente substituído: Arósio faltou às gravações em mais de uma oportunidade, e, tendo acumulado ainda vários atrasos, acabou sendo desligada da produção em 13 de outubro de 2010. Após sucessivas especulações sobre quem a sucederia, a atriz Paolla Oliveira foi anunciada como a substituta em 18 de outubro de 2010. No final do mês seguinte, Assunção faltou dois dias de gravação, após as gravações em Florianopólis já terem se encerrado e a produção se mudado integralmente para o Rio. O ator foi convocado pela direção da emissora para uma reunião emergencial, e, em 2 de dezembro, anunciou seu desligamento da produção.
A jornalista Patrícia Kogut, ligado ao jornal O Globo e ao portal de notícia Globo.com, ventilou quatro possíveis substitutos: Wagner Moura, Selton Mello, Rodrigo Santoro e Eduardo Moscovis. Outros jornalistas também anunciaram tais profissionais como possíveis substitutos, incluindo os atores Márcio Garcia, Gabriel Braga Nunes e Malvino Salvador entre os concorrentes. Garcia negou ter sido convidado, e, em 3 de dezembro, o jornalista Flávio Ricco, do UOL, anunciou como "confirmada" a escolha do ator Gabriel Braga Nunes.
Braga Nunes, que havia em 2010 saído da Rede Record e retornado à Globo numa aclamada participação no episódio "A Atormentada da Tijuca", da série As Cariocas, onde havia atuado ao lado de Paolla Oliveira, acabou sendo oficialmente anunciado como o substituto de Assunção no mesmo dia. Os atrasos na produção de Insensato Coração, cuja estreia havia sido anunciada para 17 de janeiro de 2011 levaram a imprensa a especular que Passione poderia se estendida, não mais encerrando-se em 14 de janeiro - o que foi prontamente negado pelo autor Silvio de Abreu, quando questionado pela imprensa.

## Música
O diretor musical da Globo, Mario Rocha, foi o responsável pela seleção da canção "Aquilo que Dá no Coração", do cantor Lenine para ser a música de abertura de Passione e pela seleção dos cantores que colaborariam com a telenovela, cedendo suas canções ou até produzindo-as especialmente para serem utilizadas, como foi o caso do cantores Ivan Lins e Paolo Luna, que colaboraram com "A Gente Merece Ser Feliz" e com uma regravação de "Malafemenna", respectivamente.